# Ex-Hacienda de Trojes
Ex-Hacienda de Trojes är en ort i Mexiko.   Den ligger i kommunen Celaya och delstaten Guanajuato, i den centrala delen av landet, 210 km nordväst om huvudstaden Mexico City. Ex-Hacienda de Trojes ligger 1 754 meter över havet och antalet invånare är 153.
Terrängen runt Ex-Hacienda de Trojes är platt åt nordväst, men åt sydost är den kuperad. Runt Ex-Hacienda de Trojes är det tätbefolkat, med 849 invånare per kvadratkilometer. Närmaste större samhälle är Celaya, 4,9 km nordväst om Ex-Hacienda de Trojes. Trakten runt Ex-Hacienda de Trojes består till största delen av jordbruksmark.